# Breda Ba.44
Breda Ba.44 byl italský dvoumotorový dopravní dvouplošník, který vyráběla od poloviny 30. let 20. století společnost Breda (Società Italiana Ernesto Breda per Costruzioni Meccaniche). Jednalo se původně o licenci letounu de Havilland DH.89 Dragon Rapide, avšak v Itálii byl letoun ing. Giuseppem Panzerim významně přepracován.

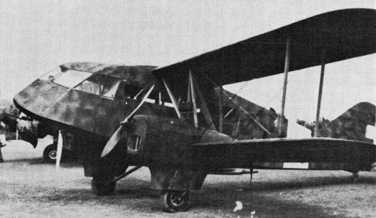
Breda Ba.44

## Vznik a vývoj
V roce 1934 získala italská společnost Breda licenci na výrobu britských letadel de Havilland DH.89 Dragon Rapide. Tým pod vedením konstruktéra Giuseppa Panzeriho připravil upravenou verzi letadla, kde hlavními změnami byly: zdvojené řízení, zvětšení plochy zasklení kokpitu a kabiny, SOP byla zmenšena a získala trojúhelníkový tvar, namísto britských motorů byly použity italské motory Colombo S.63.
První letoun Ba.44 (N.C. 4303, MM.267, později I-AERE) vzlétl v červnu 1934 pod kontrolou pilota Ambrogia Colomba z milánského letiště Bresso (nyní letiště Aero Club Milano) . Testy byly obecně úspěšné, ale italské motory se ukázaly jako slabé, proto byly použity původní, výkonnější motory de Havilland Gipsy Six. V roce 1935 byla postavena další 4 letadla, která obdržela imatrikulace I-EURO (NC. 4304), I-AURA (NC. 4305), I-ARIA (NC. 4301) a I-ORIO (NC. 4306).
V letech 1936-1937 byly britské motory na dvou nebo třech letadlech nahrazeny československými motory Walter Major 6 (205 k). Celkem bylo těchto letounů vyrobeno 6.
Ačkoli byla určena pro komerční letecký trh, po vypuknutí druhé světové války našla uplatnění také v královském letectvu Regia Aeronautica.

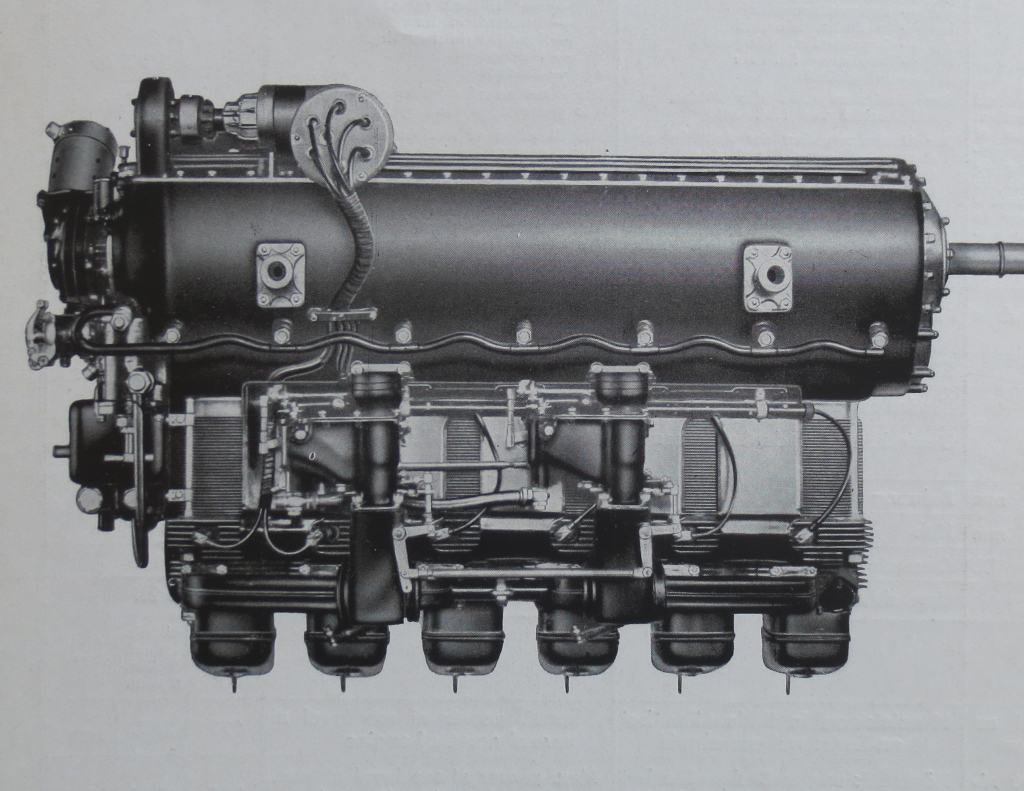
Walter Major 6 (1936)

## Popis letounu
Breda 44 byl dopravní dvoumotorový dvouplošník s konfigurací křídel sesquiplane (volně „jeden a půl“ křídla). Takto byly označovány letouny s výrazným rozdílem nosné plochy horního křídla oproti spodnímu. Mimo svého licenčního vzoru jsou na něm patrné i vlivy školních letadel Breda B.25, resp. B.26.
Křídla byla dřevěná, potažená plátnem. Trup a ocasní plochy byly svařeny z ocelových trubek a potaženy plátnem. Trup měl obdélníkový průřez, ve kterém byl kokpit se dvěma vedle sebe umístěnými sedadly pro piloty a kabina s prostorem pro 6-9 cestujících. Podvozek o značném rozchodu kol byl opatřen olejo-pneumatickými tlumiči. Horizontální ocasní plocha byla za letu ovladatelná. Benzinové nádrže byly v horním křídle a v horní části trupu. Motory byly namontovány ve dvou gondolách na dolním křídle.
K dispozici byla i sanitní verze pro přepravu 4 zraněných. Jeden takový letoun Ba.44 (NC. 4302) byl v roce 1935 prodán do Paraguaye.

## Použití
Čtyři letouny zaregistrované v roce 1935 používala letecká společnost Ala Littoria především pro dopravu v Albánii (z letiště Tirana). Pouze první prototyp (I-AERE později přeimatrikulovaný na I-ORSA) byl odeslán do Libye, kde jej provozovala Società Aerea Mediterranea, ale prakticky jej měla k dispozici Sq. SM Comando Aeronautica della Libia (letka Vysokého velení italského letectva v Libyi) a byl používán k přepravě různých důležitých osob, mj. jako osobní letoun libyjského guvernéra, generála letectví Italo Balba. Tento letoun byl na podzim 1935 přestavěn na sanitní verzi.
Paraguayský sanitní letoun létal s imatrikulací T-15 (FAP T-1) nejprve u Escuadrón de Transporte paraguayského letectva ve válce o Gran Chaco a později u civilní letecké společnosti Lineas Aéreas de Transporte Nacional až do roku 1947.
Po útoku Itálie na Albánii byly letouny 6.-7. dubna 1939 nasazeny pro zásobování invazních sil. Se vstupem Itálie do druhé světové války bylo 16. června 1940 pět letounů vyrobených pro Ala Littoria před italskou invazí do Řecka převedeno pod královské letectvo a ve vojenském registru dostala čísla MM60422 - 60426. Byla opatřena vojenskou kamufláží a byla používána 611. transportní letkou Regia Aeronautica. Letoun I-ORSA (MM.60426) havaroval 9. března 1941 krátce po startu poblíž Tirany a tříčlenná posádky zahynula a letoun I-EURO (MM60423) byl omylem 15. dubna 1941 poškozen italskou stíhačkou Fiat CR.42 Falco a v plamenech se zřítil do pole nedaleko Pogradče. Poslední dva letouny pak byly používány od dubnové války v Jugoslávii až do září 1943.

## Uživatelé

### Civilní
- Italské království
  - Societa Aerea Mediterranea (1 letoun, později převzata Ala Littoria)
  - Ala Littoria (4 letouny)
- Paraguay
  - Líneas Aéreas de Transporte Nacional (1 letoun, LATN)

### Vojenští
- Italské království
  - Regia Aeronautica
- Paraguay
  - Fuerzas Aéreas Nacional del Paraguay (paraguayské letectvo)

## Specifikace
Údaje dle

### Technické údaje
- Posádka: 2
- Kapacita: 6-8 cestujících nebo nosítka pro 4 zraněné
- Rozpětí: 14,65 m
- Délka: 10,50 m
- Výška: 3,20 mm
- Nosná plocha: 31,20 m2
- Hmotnost prázdného letounu: 1 520 kg
- Vzletová hmotnost: 2 820 kg
- Pohonné jednotky: řadový, šestiválcový vzduchem chlazený invertní letecký motor
  - 2 × Colombo S.63 o výkonu 130-155 k (96-114 kW)
  - 2 × De Havilland Gipsy Six o výkonu 185-200 k (136-147 kW)
  - 2 × Walter Major 6 o výkonu 190-205 k (140-151 kW)
- Vrtule: dvoulistá dřevěná s pevnými listy

### Výkony
- Maximální rychlost: 248 km/h
- Cestovní rychlost: 196 km/h
- Nejmenší rychlost: 85 km/h
- Dostup: 5 800 m
- Dolet: 860 km